# Кубенско езеро
Ку̀бенското езеро (на руски: Кубенское озеро) е голямо сладководно езеро-водохранилище в Европейската част на Русия, Вологодска област.
С площ от 407 km² е 2-рото по-големина езеро във Вологодска област и 30-о по големина в Русия.

## Географска характеристика
Езерото е разположено в северната част на Източноевропейската равнина, в централната част на Вологодска област, на 110 m н.в.
Езерото е с ледниково-тектонски произход. Неговата котловина е била формирана още преди ледниковия период и е свързана с разломите в стария фундамент, по които са потънали отделни блокове. След последното заледяване тектонската котловина е била залята от приледниковите води на огромен водоем, разположен в пределите на югоизточната част на Балтийския щит. Склоновете на езерната котловина са асиметрични: югозападните – стръмни, североизточните – полегати. Особено се открояват по склоновете на котловината бреговите валове и тераси, остатъци от регресията на древния водоем. Дъното е предимно тинесто или пясъчно. Дължината на Кубенското езеро от северозапад на югоизток е 47 km, а максималната ширина – 10 km. Водният му обем е 1 km3. Средна дълбочина 2,5 m, максимална – 13 m.
Естественият режим, площ и ниво на езерото е бил нарушен през 1834 г. с изграждането на преградната стена „Знаменитая“ на 7,5 km след изтичането на река Сухона от него при село Шера с цел поддържането на необходимите дълбочини за корабоплаването по време на лятното маловодие. Чрез регулиране на подвижната преградна стена през лятото езерото се превръща във водохранилище и площта му се увеличава до 648 km2, а неговият воден режим в течение на навигационния период се определя от пропусканата през стената вода. През зимния сезон преградната стена се спуска до най-долно равнище и остава в това положение до края на пълноводието на река Сухона. Това техническо решение било предизвикано поради това, че по време на пълноводие река Сухона на участъка от устието на река Вологда (много пълноводен десен приток) до изтичането си от езерото сменя своето направление на течението си в обратна посока, поради много малката денивелация между двата пункта.
Водосборният басейн на Кубенското езеро е доста голям – 14 440 km2. В него се вливат над 30 реки и ручеи, най-големи от които са: Кубена, вливаща се от североизток при село Усте Кубенское и внасяща над 80% от водите в езерото, Уфтюга, вливаща се от север при село Нос и внасяща 9% и Порозовица, вливаща се от северозапад при село Пески.
От най-източната му част, при село Прилуки изтича река Сухона, лява съставяща на река Северна Двина, вливаща се в Бяло море. Установено е, че годишно езерната вода четири пъти се сменя с постъпваща речна вода.

## Хидроложки показатели
Подхранването на Кубенското езеро е смесено, като преобладава снежното. Нивото на водата му зависи от режима на вливащите се в него реки. 90% от водния му баланс се формира за сметка на речния приток, а останалите 10% – за сметка на валежите. Многогодишната амплитуда в колебанията на водното равнище достига до 6 m, а годишната – 3 – 4 m. Минималното езерно ниво е през месец март. От средата на април, за сметка на топящите се снегове във водосборния му басейн, започва пролетното повишаване на нивото, като максимумът е през месец май. Езерото силно се разширява и залива ниските местности на стотици метри около него. През лятото нивото постепенно започва да спада.
Езерото замръзва обикновено в края на октомври или началото на ноември, а се размразява в края на април или началото на май, като заледяването продължава от 150 до 180 дни. Към момента на размразяването нивото на езерото значително спада, като голяма част от нестопилата се още ледена кора остава да лежи на плитчините. През топлия сезон, поради малката дълбочина водата му се нагрява почти еднакво навсякъде, а максималните температури се наблюдават през втората половина на месец юли.

## Населени места, Стопанско значение
На 25 km на юг-югоизток от Кубенското езеро се намира град Вологда. По бреговете му, особено по югозападния по-висок бряг са разположени множество села: Кубенское, Воздвижене, Турутино, Новое, Шолохово, Курдумово, Перхурево, Коробово, Келебардово, Березник, Владичнево и др. На североизточното крайбрежие са селата Усте Кубенское, Кочурово и Чирково. В близост до устието на река Кубена е разположен остров Каменни, на който е изграден Спасо-Каменния манастир.
Езерото е плавателно с дълбочина на фарватера 4,5 m и е част от Северо-Двинската и Волго-Балтийската водна система. То се използва като резервен източник за водоснабдяване на град Вологда при ниско ниво на водата в река Волагда. През маловодния период до 90% от водите във водопроводната система на града постъпват от него.
С всяка изминала година площта, обемът и новото на езерото намаляват. Югозападният му по-висок бряг се отдръпнал на повече от 2 km от основния, а североизточния нисък бряг – на 10 – 16 km. Във водосборния басейн на езерото и в непосредствена близост до него за разположени многочислени източници на замърсяване на водите му: населени места, над 180 селскостопански ферми, два свинекомплекса и други предприятия с различни видове дейности.